# کاستلره
کاستلره (به هلندی: Castelré) یک منطقهٔ مسکونی در هلند است که در بارله ناسائو واقع شده‌است. کاستلره ۱۹۹ نفر جمعیت دارد.